# Джо Аллен (футболіст, 1990)
Джо А́ллен (англ. Joe Allen, нар. 14 березня 1990, Кармартен, Уельс) — валлійський футболіст, півзахисник збірної Уельсу та англійського «Сток Сіті».

## Клубна кар'єра
У дорослому футболі дебютував 2007 року виступами за команду клубу «Свонсі Сіті», в якій провів один сезон, взявши участь лише у 7 матчах чемпіонату.
Протягом 2008 року захищав кольори команди клубу «Рексем», де грав на правах оренди. У тому ж році повернувся до «Свонсі Сіті», швидко ставши гравцем основного складу команди клубу.

## Виступи за збірні
2005 року дебютував у складі юнацької збірної Уельсу, взяв участь у 14 іграх на юнацькому рівні, відзначившись одним забитим голом.
Протягом 2007 року залучався до складу молодіжної збірної Уельсу. На молодіжному рівні зіграв у 12 офіційних матчах, забив 2 голи.
2009 року дебютував в офіційних матчах у складі національної збірної Уельсу. Наразі провів у формі головної команди країни 2 матчі.
У складі Олімпійської збірної Великої Британії — учасник Літніх Олімпійських ігор 2012 року.